# بيت عاطف (حجة)

تعديل مصدري - تعديل

بيت عاطف هي إحدى قرى عزلة بني علي بمديرية حجة التابعة لمحافظة حجة، بلغ تعداد سكانها 81 نسمة حسب تعداد اليمن لعام 2004.